# Aristostomias scintillans
Aristostomias scintillans is een  straalvinnige vissensoort uit de familie van Stomiidae. De wetenschappelijke naam van de soort is voor het eerst geldig gepubliceerd in 1915 door Gilbert.